# Chaitoregma aderuensis
Chaitoregma aderuensis är en insektsart. Chaitoregma aderuensis ingår i släktet Chaitoregma och familjen långrörsbladlöss. Inga underarter finns listade i Catalogue of Life.